# Vitstrupig flugsnappare
Vitstrupig flugsnappare (Anthipes monileger) är en asiatisk fågel i familjen flugsnappare.

## Kännetecken

### Utseende
Vitstrupig flugsnappare är en medelstor flugsnappare med en kroppslängd på 13 centimeter. Den gör skäl för sitt namn med en mycket tydligt vit strupe, inramat av svart. Ovanför ögat syns ett diffust men brett ögonbrynsstreck, vitaktigt i västra delen av utbredningsområdet, mer orangebrunt längre åt öster. I övrigt är ostreckat mörkbrun ovan och ljusbrun under.

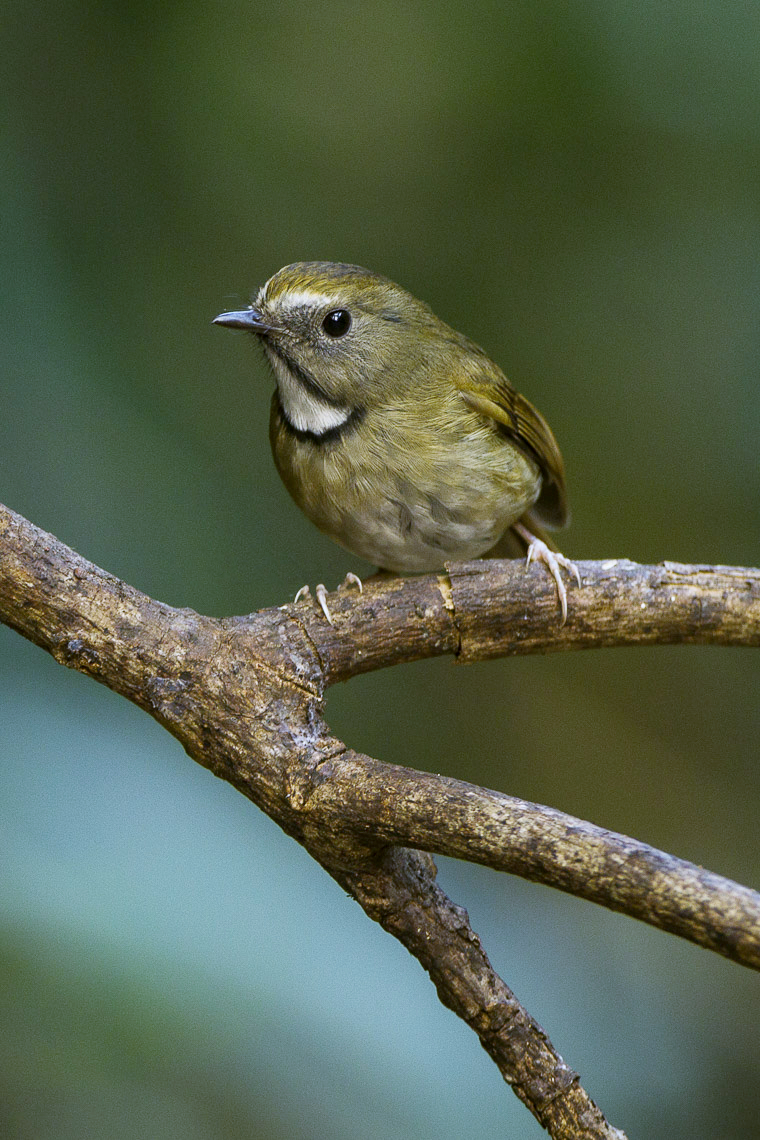
Vitstrupig flugsnappare i Thailand.

### Läten
Sången består av en serie mycket ljusa, gnissliga och rätt pressade fraser. Det typiska lätet är ett metalliskt "tik" eller "trik", ibland uppblandade med mycket tunna "siii" eller "siiu".

## Utbredning och systematik
Vitstrupig flugsnappare delas upp i tre underarter:
- Anthipes monileger monileger – förekommer i Himalaya från Nepal till Bhutan och nordöstra Indien (Arunachal Pradesh)
- Anthipes monileger leucops – förekommer från nordöstra Indien till södra Kina (Yunnan), Myanmar, Thailand och norra Vietnam
- Anthipes monileger gularis – förekommer i Myanmar (Arakan Yoma-bergen)

### Släktestillhörighet
Arten fördes tidigare till släktet Ficedula, men flera genetiska studier visar att den är närmare släkt med blåflugsnappare i Cyornis.

## Ekologi
Vitstrupig flugsnappare trivs i fuktig lövskog men också i frodig vegetation utmed åar, täta buskar och bambu. Den häckar från 915-3.000 meter över havet i Nepal, oftast upp till 2.000 meter i nordöstra Indien och Sydostasien. Vintertid går den ner till 600 meters höjd.
Artens födoval är relativt okända, men omfattar små ryggradslösa djur. Den lever ensam eller i par och är skygg och svårsedd. När den sitter viftar den och sprider ut stjärten. Den häckar från slutet av april till juni i nordöstra Indien, från mars till augusti i Sydostasien. I ett bollformat bo av gräs och löv som placeras lågt ner i en buske lägger den fyra ägg.

## Status och hot
Arten har ett stort utbredningsområde, men tros minska i antal, dock inte tillräckligt kraftigt för att den ska betraktas som hotad. Internationella naturvårdsunionen IUCN listar arten som livskraftig (LC). Världspopulationen har inte uppskattats men den beskrivs som generellt ovanlig.